# Alfa Romeo GT
L'Alfa Romeo GT (acronimo di Gran Turismo) è un'automobile coupé gran turismo prodotta dalla casa automobilistica italiana Alfa Romeo dal 2003 al 2010.
Presentata nel 2003, è stata concepita come l'erede ideale delle storiche GT a tre volumi del marchio, quali la Alfa Romeo Giulia GT ed entrambe sono state realizzate dalla Bertone. È stata assemblata in poco più di 80.000 esemplari presso lo stabilimento di Pomigliano d'Arco, fino al 2009; alcune scocche sono state completate nei primi mesi dell'anno 2010 con allestimenti studiati per la commercializzazioni su mercati stranieri.

## Il contesto

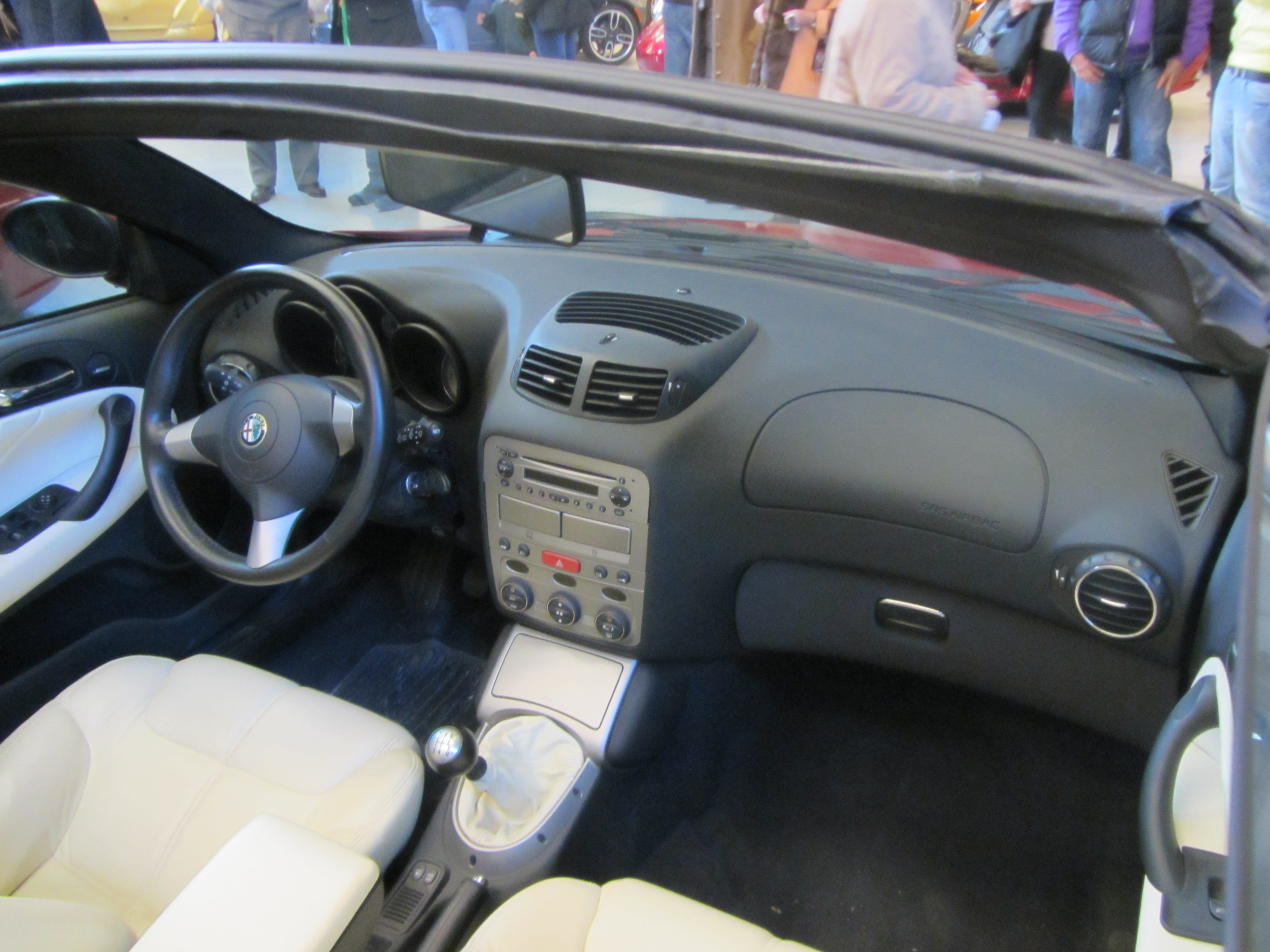
Interni della vettura

La linea della GT venne svelata nel marzo 2003 al Salone dell'automobile di Ginevra per poi debuttare sul mercato italiano verso la fine dello stesso anno. La produzione della GT, che avrebbe dovuto avvenire nello stabilimento di Grugliasco, fu invece poi spostata, per decisione dei vertizi aziendali, a Pomigliano d'Arco, in modo da ottimizzare l'assemblaggio delle scocche di 147 e 159.
Per questo modello l'Alfa Romeo ha utilizzato la base, già estremamente collaudata, della 156, la linea è invece frutto del Centro Stile Bertone. Il disegno del frontale, soprattutto nei gruppi ottici e il cruscotto, ricorda la 147 mentre nella coda viene adottata una soluzione inedita per una coupé: il portellone che permette di avere un bagagliaio di dimensioni davvero notevoli vista anche la categoria della vettura. Ereditati da tali vetture anche lo schema di sospensioni, a quadrilateri alti davanti e McPherson dietro, e i motori.
La vettura riceve alcuni riconoscimenti; le viene conferito nel 2004 presso la Triennale di Milano il premio L'Automobile più bella del Mondo. Sempre nel 2004 a Parigi la vettura si aggiudica il “Trophée du Design” consegnato a Wolfgang Egger (al tempo responsabile del centro stile Alfa Romeo) in occasione della 26ª edizione dei “Trophées de l'Automobile Magazine”.

## Versioni e allestimenti

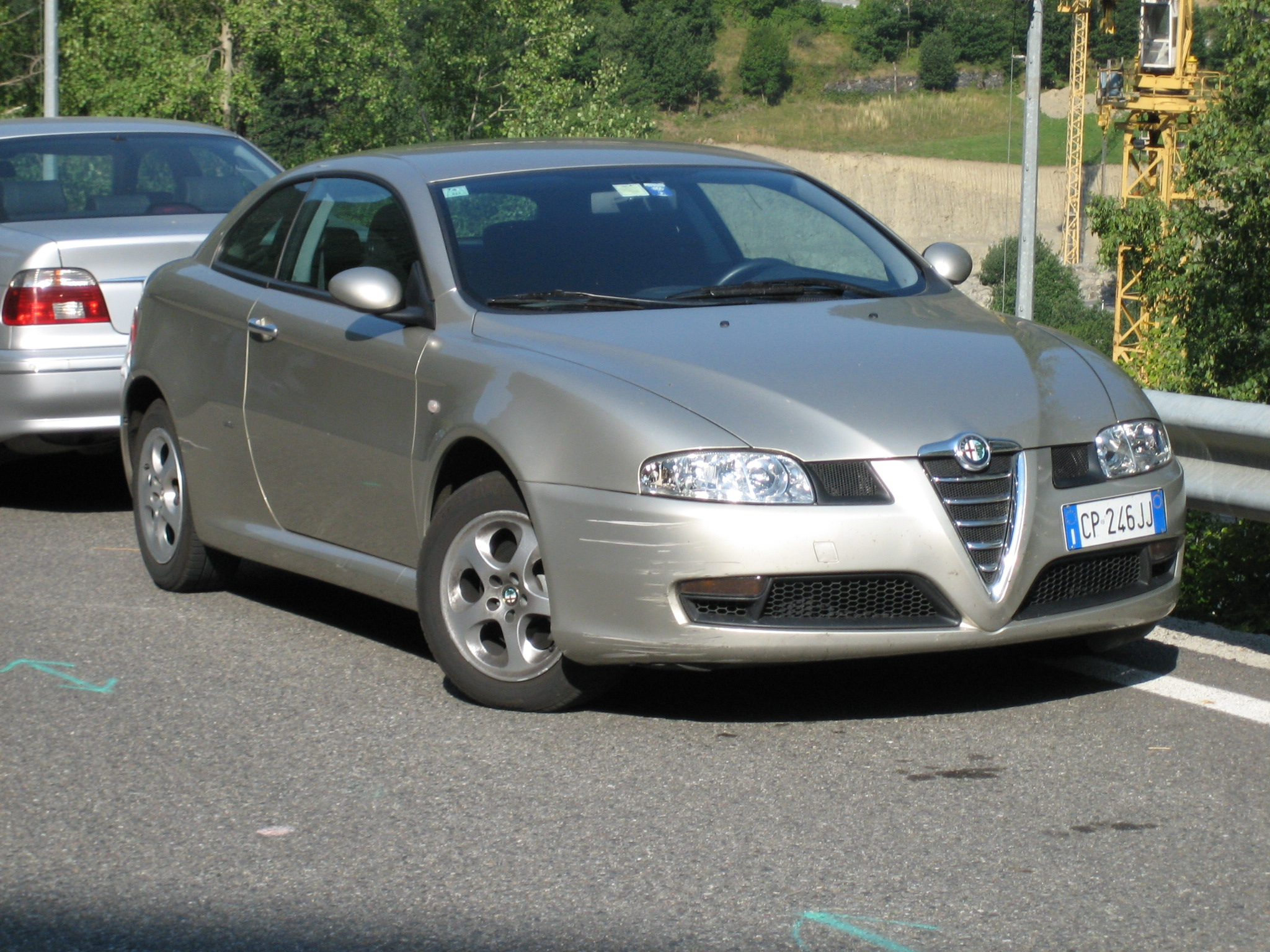
Alfa Romeo GT pre-restyling del 2005

Numerose sono state le versioni (che identificavano i diversi abbinamenti fra la motorizzazione e gli allestimenti) succedutesi nel corso degli anni per il mercato italiano. L'unico leggero restyling lo si avrà nel 2006 (nuovo cruscotto e baffi cromati sul paraurti anteriore).Da inizio produzione al termine, per il solo mercato nazionale, si contano 21 versioni alimentate a gasolio e 16 a benzina. 
A parità di motori si partiva dalle versioni Progression (con interni in alfatex) e Distinctive con interni in pelle e possibilità di cambio robotizzato Selespeed, arricchendo le dotazioni fino ad arrivare alla Luxury Pack (navigatore integrato e interni "pieno fiore"), passando, con l'andare degli anni, per le edizioni limitate Black Line, Collezione e altre proposte esclusive per mercati esteri. Era inizialmente presente a listino anche l'allestimento "Impression", che tuttavia ebbe scarso successo a causa delle ridotte dotazioni.
Nel 2009 viene ridotta la gamma: le versioni Progression, Distinctive, Sport e Quadrifoglio Verde escono dal listino, e viene introdotta la sola versione Moving, con motorizzazioni 1.8 16V e 1.9 JTDm 16V, che sarà disponibile pressoché full-optional - e con poca scelta di accessori minori sul configuratore - fino al dicembre dello stesso anno, momento di stop della produzione, al netto degli esemplari invenduti e successivamente commercializzati.
Sul mercato italiano, la casa ha venduto più di 25.000 esemplari, dato cui vanno aggiunte - per arrivare al totale di 80.832 - le macchine vendute all'estero ed esportate per l'immatricolazione, e i pochissimi esemplari delle versioni speciali, concepite all'origine appositamente per il mercato straniero. Sorprendentemente, nonostante il favore incontrato, la GT non è stata mai effettivamente rinnovata, né verrà sostituita, nel decennio successivo, e nonostante una serie di prototipi avanzati, da una nuova versione, rimanendo così l'unica "coupé gran turismo" venduta dall'Alfa Romeo negli anni 2000. Le sopravviverà - per pochi mesi - la meno fortunata Brera, "coupé pura" dell'Alfa, che uscira' di produzione poco dopo.

### Colori
I colori disponibili al lancio erano ben 12 fra versioni progression distinctive e luxury:  117 Rosso Siena, 130 Rosso Alfa,  235 Grigio Luce di Amalfi, 245 Blu Chiaia di Luna, 263 Rosso Radicofani, 264 Blu Digione, 400 Blu Taormina, 414 Azzurro Nuvola,  442 Blu Daytona, 601 Nero Kyalami, 639 Grigio Lipari, 651 Grigio Stromboli, 693 Azzurro Le Castellet, 694 Grigio Gonzaga 846 Nero Jaram, con relativi abbinamenti di colore degli interni/plancia 127 grigio, 160 grigio, 402 e 451 nero, 491 rosso, 493 grigio, 445 beige, 494 blu, 495 beige e - in relazione alla pelle -  906 grigio,908 nero, 945 beige. L'offerta andò però cambiando e riducendosi durante il periodo di produzione dell'auto, senza aggiornamentoi ufficiali, rendendo quindi molto complesa una classificazione filologica. A fine del ciclo di vita del progetto erano comunque disponibili al pubblico solo alcuni di essi. Discorso a parte è da farsi per le versioni straniere, per cui i colori spesso appartenevano a pantoni differenti, tratti dallo spettro di altre vetture del gruppo Alfa, del gruppo Fiat, o addirittura inedite per lo stesso, tanto da apparire - a volte - fondi di magazzino da smaltire, utilizzati in quanto sufficienti per poter verniciare poche unità. Esempio è la vernice nero carbonio (o nero millemiglia) wr.hwb 876, prodotta per il gruppo Fiat all'inizio degli anni 2000 dalla Industria Vernici Italiane, già di propprietà della PPG Industries, nello stabilimento di Bovisa; alcuni dei fusti residui e stoccati dopo la demolizione dello stabilimento furono impiegati molti anni dopo per colorare una serie limitata di GT. Un'evoluzione del colore, lo 876B, verrà peraltro usato per dipingere alcune GT nazionali e una versione della Abarth 595C Competizione. Analogo discorso per gli interni, e per gli abbinamenti fra colori e interni.

### Dotazioni
Diverse le dotazioni, alcune presenti in tutte le GT (quali ABS EBD VDC), o comunque aggiunte a tutte le GT via via che venivano introdotte sul mercato; altre - quali il sensore antipioggia o antiappannamento - anch'esse modificare nel corso della produzione della vetture, e comunque presenti o meno come serie o accessori, a seconda della versione e dell'anno.

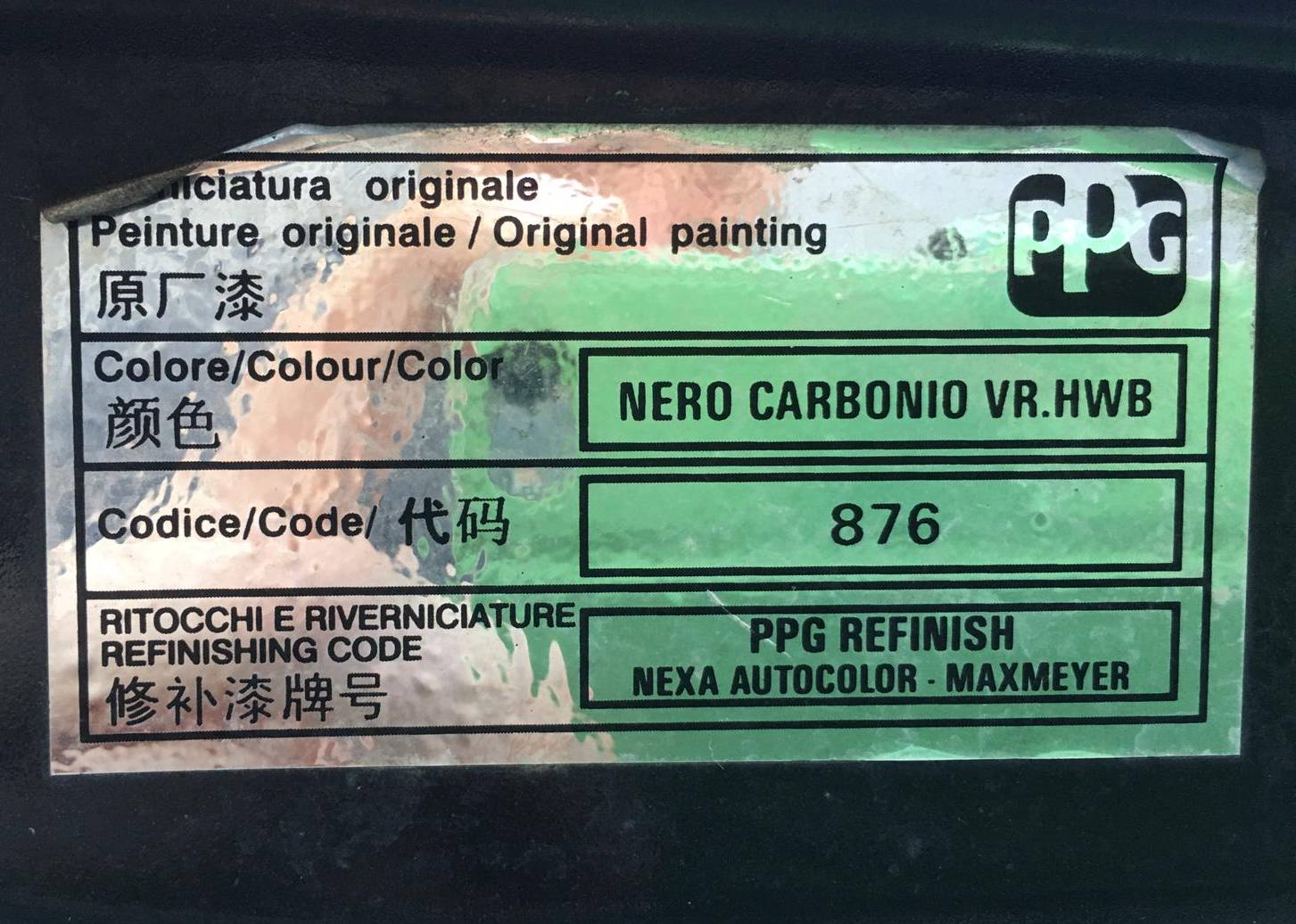
Sticker vernice nero carbonio wr.hwb 876 di un'Alfa Romeo GT run out edition, vernice prodotta dalla PPG, ex IVI

Durante il 2007 la radio si è evoluta, passando da CD con changer a lettore MP3, con l'aggiunta del sistema bluetooth nell'architettura blue&me in collaborazione con Microsoft. Le versioni con navigatore, per ragioni tecniche, non beneficiarono di tale modifica, godendo però dell'installazione di un nuovo tipo di navigatore, a colori.

## Allestimenti e versioni speciali per i mercati stranieri

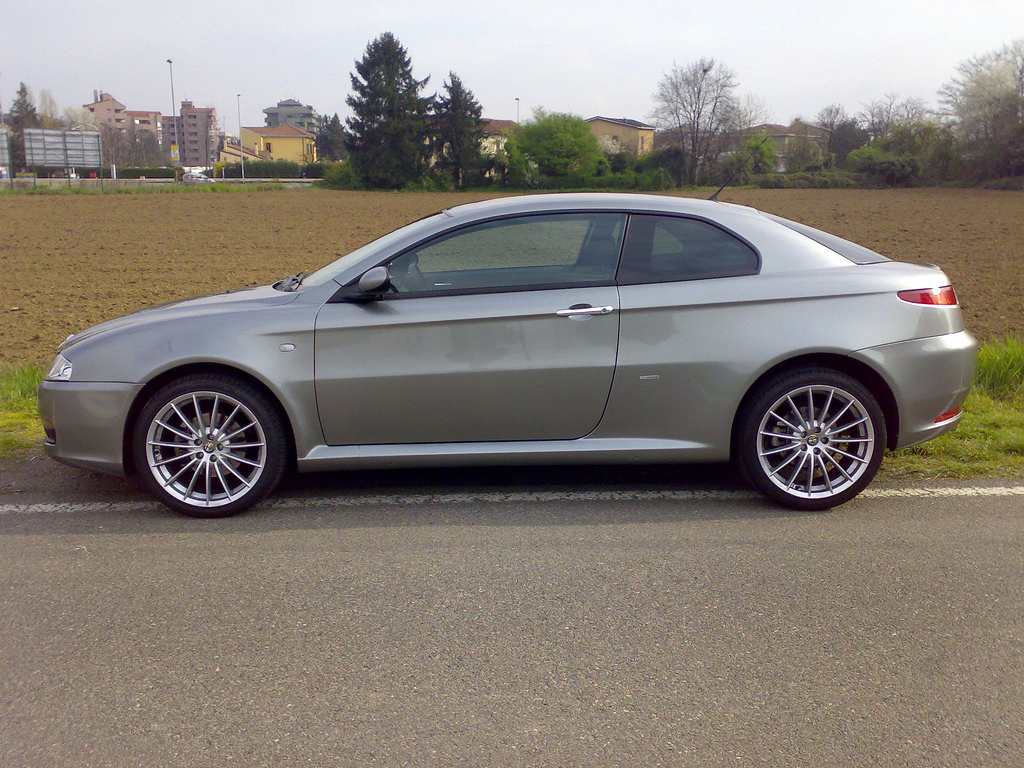
Linea laterale di un'Alfa GT

### Allestimenti in corso di produzione
La GT viene proposta in allestimenti speciali pensati per alcuni mercati stranieri, dove la richiesta è ancora notevole. Durante il periodo di produzione per il mercato nazionale, le auto proposte per l'estero sono essenzialmente identiche a quelle per il mercato nazionale (al netto di alcuni adeguamenti dettati dalla normativa o dalle preferenze locali e modifiche di colori o accessori). Tra le varie, la versione GT Imola 2007 per il mercato olandese, del Lussemburgo e belga, e la versione GT Monza del 2008 per il mercato australiano.

### Versioni speciali di fine produzione
Con l'avvicinarsi allo stop della produzione nazionale (e per alcuni mesi oltre lo stesso), le proposte di edizioni speciali in numero limitato, pensate per determinati mercati, sono poste in vendita spesso con notevoli differenze meccaniche e d'allestimento rispetto alle versioni nazionali, pantoni di colori spesso inediti rispetto alle versioni per il mercato nazionale. Le auto sono concepite e assemblate, sfruttando le scocche rimaste, e offrendo di serie tutta l'accessoristica e le dotazioni rimaste sugli scaffali. Spesso, partendo da scocche omologate come versione base (progression), una serie di modifiche vengono apportate (e indicate sia nel certificato di conformità — ove necessario — che nei depliant), utilizzando vari accessori e componenti delle versioni superiori rimasti a magazzino. Il tutto, per incentivare l'acquisto di questi esemplari da parte della clientela. 
Si trovano così vernici metallizzate, accessoristica e rivestimenti inizialmente offerti per gli allestimenti 3.2, luxury, sport, etc. Non mancano parti inedite per la GT, attingendo — in tal caso — anche dal componentistica nata per le altre vetture del marchio (147, GTA, ma anche altre) o addirittura per prodotti Abarth. Le scocche vengono tutte predisposte per i fari xenon, per il pack clima, i sedili riscaldati e per il sistema multimediale connect nav+, componenti che però - e non tutti - vengono poi aggiunti o meno, in base al mercato. 
Il risultato è quello di abbinamenti mai prima impiegati sul modello, con alcune versioni peculiari, non sempre riuscite, ed esemplari della medesima "versione speciale" a volte anche diversi fra loro, rendendo difficile una chiara indicizzazione degli stessi in base ai numeri di telaio. Qua di seguito solo le edizioni speciali per le quali sono state pubblicate da Fiat almeno un bollettino ufficiale con brochure e promozione stampa. Non sono stati considerati gli allestimenti personalizzati che, durante tutto il corso della commercializzazione e nei mesi successivi al termine della stessa, gli importatori dei vari paesi possono aver creato, con modifiche proprie, dando luogo a versioni anche denominate nei cataloghi nazionali. 

#### SE/Special Edition(mercato britannico)
La "SE" Special Edition 1.9 JTDm 16 valvole diesel (inizialmente in nero carbonio, rosso Alfa e blu atlantico, poi solamente in un nuovo codice di bianco o rosso pastello) viene prodotta in serie limitata di pochi esemplari solo su preordinazione del cliente ("run out") per il mercato inglese, e denominata "Quadrifoglio verde" (cloverleaf). Vengono rivisti sia l'assetto che gli interni (in pelle), monta il sistema differenziale Electronic Q2, i cerchi sono di serie da 18 pollici. La vendita prosegue fino al 2011 a circa 23.000 sterline.

#### Run Out Edition/Sport Edition(mercato olandese)

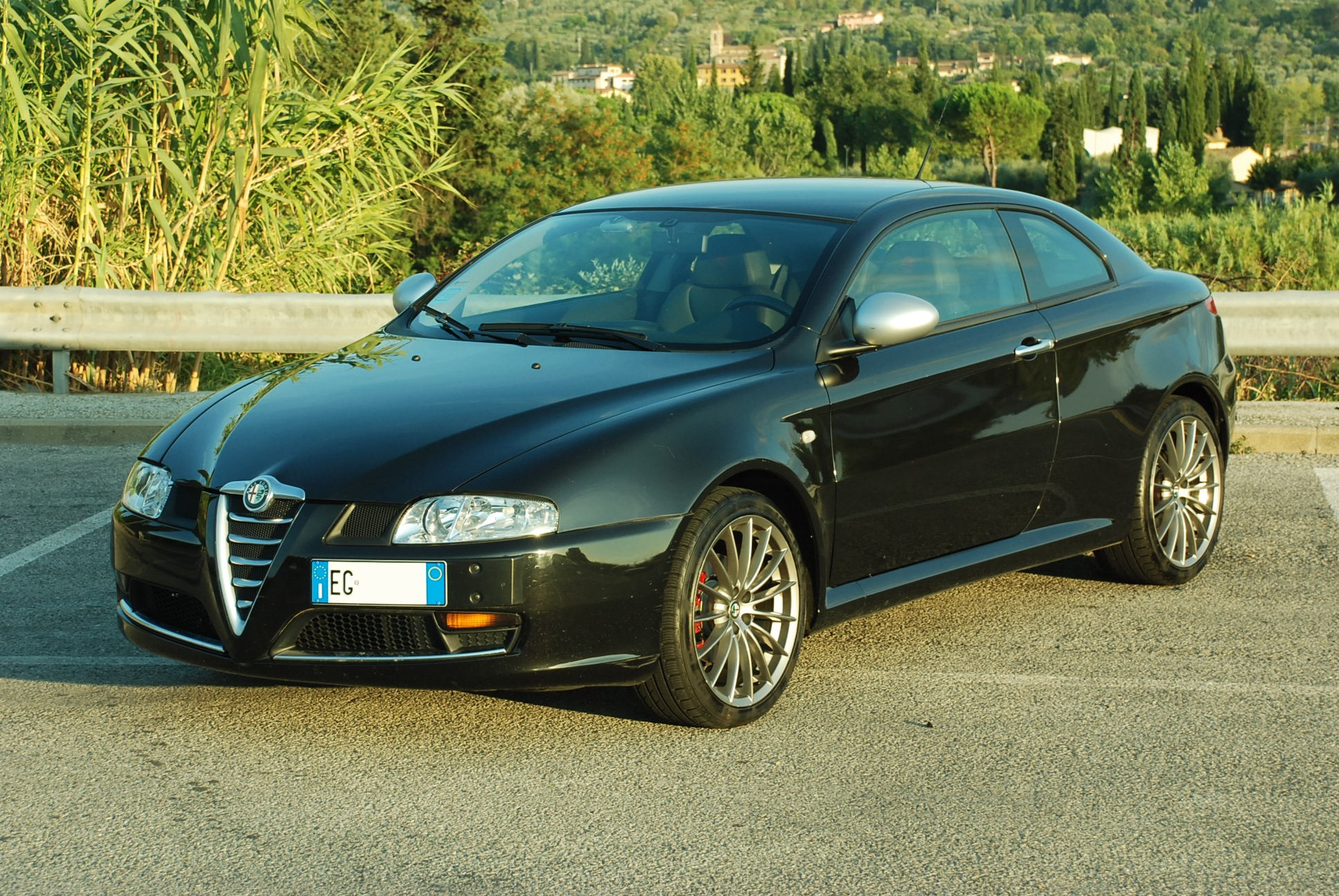
Alfa GT in versione Run Out Edition (sport) reimportata in Italia

La Run Out Edition 2.0 JTS benzina (colorata usando rimanenze della vernice nero carbonio 876, inedita per la GT) è assemblata dal 2010, successivamente al termine della produzione nazionale, in poco più di 10 esemplari solamente per i concessionari olandesi.. Per quanto riguarda la meccanica, viene montata una versione aggiornata dei blocchi motore rimasti del 2000 JTS euro 4 di Pratola Serra da 165 CV, mentre l'assetto viene ribassato. Rispetto alle versioni top di gamma, sono ulteriormente arricchite anche le dotazioni: l'impianto audio Bose - predisposto anche per il connect nav+ - viene alimentato da una radio con lettore mp3, appositamente modificata dalla Bosch per essere connessa a un sistema multimediale USB, integrato al sistema bluetooth blue&me che permette la lettura di messaggi e il compimento di altre operazioni con riconoscimento vocale. Dalle versioni luxury vengono presi alcune parti e opitional che divengono di serie: i cerchi sono i 225/40 18 pollici magnesio, i freni in tinta rossa con scritta Alfa Romeo, la strumentazione è inedita - nera a luce bianca - con il display adattato alle nuove funzioni radio, bluetooth. Il volante è in pelle nera e cuciture rosse con comandi per il blue&me, e la pedaliera in alluminio forato. Alcuni particolari provengono dall'offerta di colori degli interni della versione GTA della 147, come il portabicchieri e la scocca della radio. Le maniglie, lo scudo frontale, i baffi sul paraurti - satinati - e le frecce anteriori (scure), sono di derivazione "black line", al pari della fanaleria anteriore,  alogena (alternativamente chiara o con inserti scuri derivati dalla versione "kit sport", mentre è presente la sola predisposizione per i fari xenon). L'auto riceve gli interni specifici sagomati in pelle grigia pieno fiore della versione luxury Q2, e cuciture rosse, e i pannelli porta in pelle, oltre a grandi specchietti grigi opachi. Il prezzo di vendita è di circa 35.000 euro.

#### Centenario(mercati sudafricano e australiano)
La versione 100th Anniversary Limited Edition esce per i mercati sudafricano, australiano e francese. Posta in vendita nel corso del 2010, con colorazioni Rosso Alfa, Atlantico Blue, Black e Ice White, la “100th Anniversary Limited Edition” è stata prodotta in 130 esemplari: 30 per quello sudafricano e 100 per quello australiano. Per il Sudafrica, in linea coi sovradimensionamenti sempre offerti dall'Alfa Romeo in tali paesi, lo stock (30 esemplari) è in realtà costituito da auto della versione con il motore 3.2 V6 abbinato al cambio manuale a 6 marce, numerate e modificate negli allestimenti (nuovi cerchi, freni dipinti in rosso, sedili in pelle con cuciture rosse provenienti dalla Q2, specchietti con calotta grigia opaca, pedali in alluminio e sistema di infotainment Blue&Me). Per l'Australia, i 100 esemplari motorizzati dal 3.2 hanno allestimenti simili alla versione sudafricana; curiosamente, la radio è quella non MP3 ed è quindi diverso il sistema Bluetooth (quindi non Blue&Me). Le finiture sono satinate, la selleria in pelle nera con cuciture rosse è quella della Q2.. I prezzi sono quelli delle versioni standard e arrivano a 24.400 dollari. 

#### Centenario(mercato francese)
Una versione "centenario" della GT (oltre all'analoga versione della 147) viene proposta anche per il mercato francese. Spinta dal motore 1.9 JTDM de 150 e su base "Selective", sono offerti gli accessori delle altre serie "finali": Blue&Me, sensori di parcheggio, i cerchi sono da 17', è montato l'allarme, la radio mp3 e il sistema Bose. Il prezzo è di 24.900 euro.

#### Quadrifoglio Oro(mercato giapponese)
La versione Quadrifoglio Oro è costituita da 60 esemplari con specifiche meccaniche identiche alla Run Out olandese: motore 2000 JTS da 165 CV portato a quasi 170 CV, con cambio però di tipo sequenziale, strumentazione rossa, cerchi in lega a cinque razze, stessi allestimenti e optionals, e colore esclusivamente rosso. La vettura è destinata al solo Giappone e conclude definitivamente l'allestimento delle ultime scocche e la carriera del modello, nella prima metà del 2010 e viene offerta all'allora prezzo di 3,850,000 Yen, (EUR 33,900).

## Caratteristiche generali
| Caratteristiche tecniche - Alfa Romeo GT                        | Caratteristiche tecniche - Alfa Romeo GT | Caratteristiche tecniche - Alfa Romeo GT | Caratteristiche tecniche - Alfa Romeo GT | Caratteristiche tecniche - Alfa Romeo GT | Caratteristiche tecniche - Alfa Romeo GT |
| --------------------------------------------------------------- | --- | --- | --- | --- | --- |
|                                                                 | | | | | |
| Configurazione                                                  | | | | | |
| Carrozzeria: Coupé                                              | Carrozzeria: Coupé | Posizione motore: anteriore | Posizione motore: anteriore | Trazione: anteriore | Trazione: anteriore |
| Dimensioni e pesi                                               | | | | | |
| Ingombri (lungh.×largh.×alt. in mm): 4489 × 1763 × 1367         | Ingombri (lungh.×largh.×alt. in mm): 4489 × 1763 × 1367 | Ingombri (lungh.×largh.×alt. in mm): 4489 × 1763 × 1367 | Ingombri (lungh.×largh.×alt. in mm): 4489 × 1763 × 1367 | Diametro minimo sterzata: 11,5 m | Diametro minimo sterzata: 11,5 m |
| Interasse: 2596 mm                                              | Interasse: 2596 mm | Carreggiate: anteriore 1524 - posteriore 1510 mm | Carreggiate: anteriore 1524 - posteriore 1510 mm | Altezza minima da terra: | Altezza minima da terra: |
| Posti totali: 5                                                 | Posti totali: 5 | Bagagliaio: 320 dm3 | Bagagliaio: 320 dm3 | Serbatoio: 63 l | Serbatoio: 63 l |
| Meccanica                                                       | | | | | |
| Frizione: monodisco a secco con azionamento a comando idraulico | Frizione: monodisco a secco con azionamento a comando idraulico | Frizione: monodisco a secco con azionamento a comando idraulico | Cambio: manuale a 5 o 6 rapporti (in passato era disponibile anche il Selespeed con comandi al volante) | Cambio: manuale a 5 o 6 rapporti (in passato era disponibile anche il Selespeed con comandi al volante) | Cambio: manuale a 5 o 6 rapporti (in passato era disponibile anche il Selespeed con comandi al volante) |
| Telaio                                                          | | | | | |
| Sterzo                                                          | a pignone e cremagliera con servosterzo idraulico | a pignone e cremagliera con servosterzo idraulico | a pignone e cremagliera con servosterzo idraulico | a pignone e cremagliera con servosterzo idraulico | a pignone e cremagliera con servosterzo idraulico |
| Sospensioni                                                     | anteriori: a ruote indipendenti, a quadrilatero con doppio braccio oscillante e barra stabilizzatrice articolata su giunti sferici / posteriori: a ruote indipendenti tipo MacPherson con leve trasversali a lunghezza differenziata collegate a traversa in alluminio, aste di reazione, molle elicoidali disassate e barra stabilizzatrice articolata su giunti sferici e collegata all'ammortizzatore | anteriori: a ruote indipendenti, a quadrilatero con doppio braccio oscillante e barra stabilizzatrice articolata su giunti sferici / posteriori: a ruote indipendenti tipo MacPherson con leve trasversali a lunghezza differenziata collegate a traversa in alluminio, aste di reazione, molle elicoidali disassate e barra stabilizzatrice articolata su giunti sferici e collegata all'ammortizzatore | anteriori: a ruote indipendenti, a quadrilatero con doppio braccio oscillante e barra stabilizzatrice articolata su giunti sferici / posteriori: a ruote indipendenti tipo MacPherson con leve trasversali a lunghezza differenziata collegate a traversa in alluminio, aste di reazione, molle elicoidali disassate e barra stabilizzatrice articolata su giunti sferici e collegata all'ammortizzatore | anteriori: a ruote indipendenti, a quadrilatero con doppio braccio oscillante e barra stabilizzatrice articolata su giunti sferici / posteriori: a ruote indipendenti tipo MacPherson con leve trasversali a lunghezza differenziata collegate a traversa in alluminio, aste di reazione, molle elicoidali disassate e barra stabilizzatrice articolata su giunti sferici e collegata all'ammortizzatore | anteriori: a ruote indipendenti, a quadrilatero con doppio braccio oscillante e barra stabilizzatrice articolata su giunti sferici / posteriori: a ruote indipendenti tipo MacPherson con leve trasversali a lunghezza differenziata collegate a traversa in alluminio, aste di reazione, molle elicoidali disassate e barra stabilizzatrice articolata su giunti sferici e collegata all'ammortizzatore |
| Freni                                                           | anteriori: Disco autoventilato / posteriori: Disco | anteriori: Disco autoventilato / posteriori: Disco | anteriori: Disco autoventilato / posteriori: Disco | anteriori: Disco autoventilato / posteriori: Disco | anteriori: Disco autoventilato / posteriori: Disco |
| Prestazioni dichiarate                                          | | | | | |
| Omologazione: Euro 4                                            | Omologazione: Euro 4 | Omologazione: Euro 4 | Emissioni CO2: | Emissioni CO2: | Emissioni CO2: |
| Fonte dei dati: manuale uso e manutenzione Alfaromeo GT         | | | | | |

## Motorizzazioni

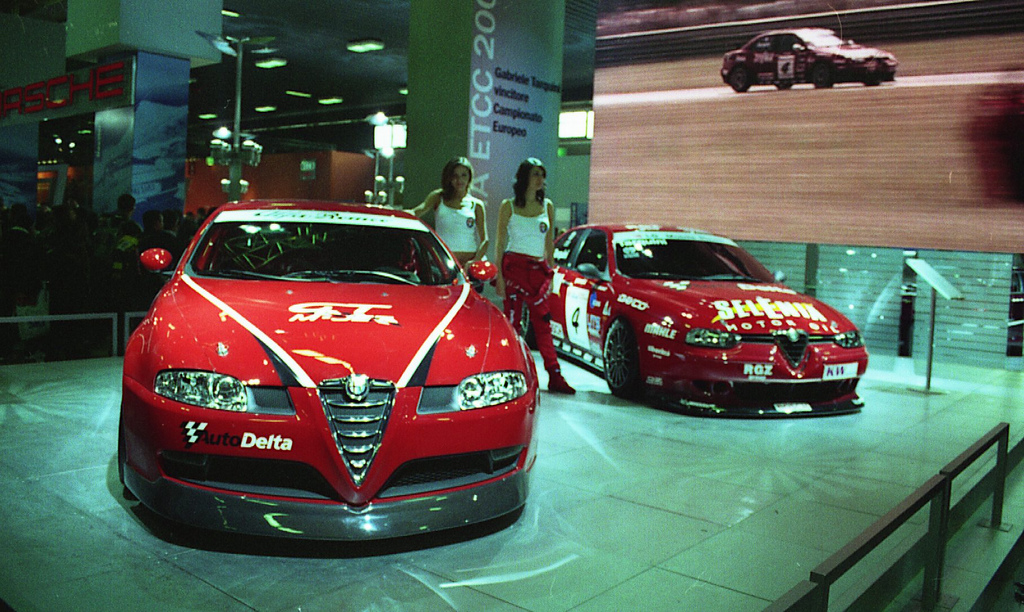
Un'Alfa GT da competizione (in compagnia di un'Alfa 156) allo stand del Motorshow di Bologna nel 2003

### Benzina

#### 1800 TS - Twin Spark
Il piccolo 1.8 Twin Spark (codice AR32205 su versione carrozzeria 937CXR1A 26) si aggiunse alla gamma motori nel 2006. Con 140 cavalli costituiva la motorizzazione d'ingresso per la gamma GT, mossa in quel caso da un cambio manuale a 5 rapporti. Sarà lui a chiudere la carriera (italiana) della GT con una versione basata sulla progression, e denominata "Moving". In generale, tutti i motori benzina nascono, già a inizio produzione, omologati per la specifica Euro 4. 

#### 2000 JTS - Jet Thrust Stoichiometric
La gamma al debutto era articolata su due motorizzazioni benzina; il 2,0 JTS e il più datato 3,2 litri. Il 2,0 litri benzina dotato di iniezione diretta JTS (Jet Thrust Stoichiometric) - rispetto al classico Twin Spark, di cui era evoluzione - ha costituito l`applicazione delle ultime sperimentazioni Alfa dell'epoca, poi compiute anche sui motori provenienti dal gruppo General Motors (mai montati sulla GT). Mantenendo identico il basamento del Twin Spark, derivato dal bialbero Alfa Romeo (identiche sono anche le tipologie e posizioni delle stampigliature di tipo e numero progressivo), sono stati completamente ridisegnati dai tecnici del biscione una serie di parti, fra cui: testa cilindri (iniettori in camera), pistoni, alberi di distribuzione e impianto di scarico. Sul mercato italiano è uscito di scena, nella sua prima versione, nel corso del 2007 (in contemporanea al 3.2 V6). Con una serie di aggiornamenti e modifiche necessarie sia a superare problematiche di gioventu' che a rispettare i più recenti parametri imposti da alcuni mercati stranieri, è stato assemblato fino al 2010 presso gli stabilimenti di Pratola Serra; il motore è infatti entrato sia nei cofani delle JTS classiche che in quelli delle vetture destinate ai mercati esteri, e assemblate anche a fine produzione. La prima versione del JTS erogava 119 kW, elevati poi - dopo il ridisegno del 2007 - a 121 kW. Il 2.0 JTS era abbinato a una trasmissione manuale a 5 rapporti, mentre Un'esclusiva del 2 litri era il cambio robotizzato Selespeed, proposto come optional. Il codice motore era 937A1000 sia per il cambio normale che selespeed, e 932A2000 per mercati specifici, dove erogava alcuni kw in meno. La versione carrozzeria era rispettivamente 937CXH1A22 per il cambio manuale e 937CXH1123 per il Selespeed, e 937CXT1A29 per la versione mercati specifici.  

#### 3200 V6
Quest'ultimo motore costituiva, nell'alimentazione a benzina, l'alternativa al 2000. Era dotato di 6 cilindri a V (storica famiglia motoristica Busso, progetto risalente agli anni '70) è stato pensionato nel corso del 2007 - assieme alla prima versione del JTS -  a causa delle ormai scarse richieste. Era collegato a una trasmissione manuale a 6 rapporti e costituiva la cilindrata più alta montata sulla GT. Il codice motore era 936A000 su versione carrozzeria 937CXP1B25.

### Diesel

#### 1.9 JTD e JTDm

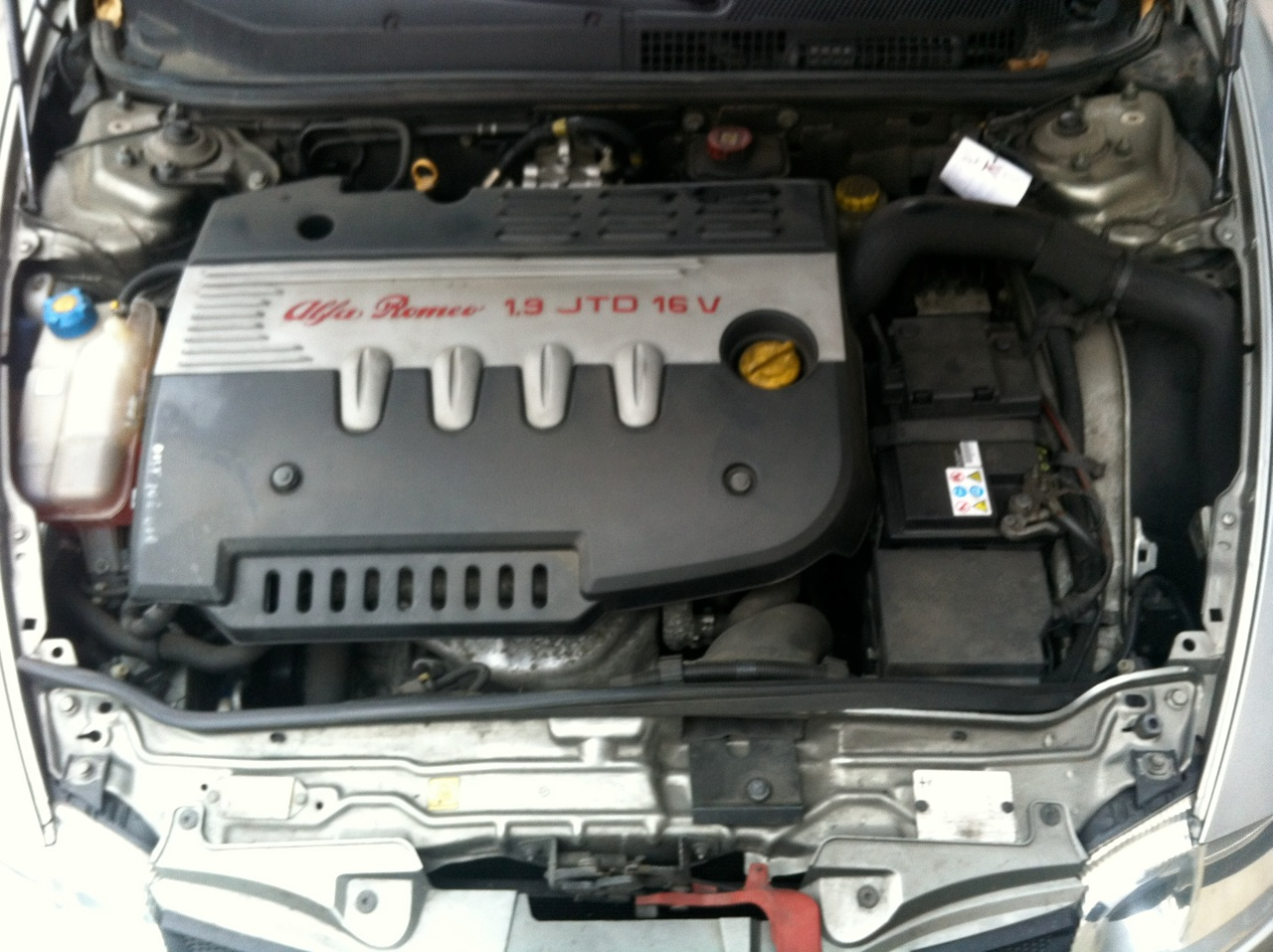
Motore 1.9 JTD su un'Alfa GT

Il 1.9 Multijet è stato siglato JTD MJT Multijet fino al 2006 e JTDm dal 2007. Erogava 150 cavalli ed era abbinato a una trasmissione manuale a 6 rapporti. Il codice motore era 937A5000 su versione carrozzeria 937CXN1B24D. 

#### Q2 - Differenziale Q2 e l'Electronic Q2
Alfa introdusse, alcuni anni successivamente all'entrata in commercio della GT diesel, una versione da 170 cavalli chiamata Q2 (versione Alfa GT 1.9 JTDm Q2 Quadrifoglio Verde). Fu presentata nel 2006 al Motor Show di Bologna. Così denominata per il tipo di trazione, fu abbinata fino a inizio 2008 a un reale differenziale a slittamento limitato meccanico di tipo Torsen C che agiva sull'avantreno. Per ridurre i costi, il sistema meccanico Q2 venne successivamente eliminato e interamente sostituito - nel corso del 2008 - da un nuovo "sistema differenziale", denominato (Electronic Q2). Consisteva, quest'ultimo, in un emulatore elettronico che - attraverso la centralina ESP - agiva sui freni e sul sistema ABS, ottenendo gli stessi risultati. Dal punto di vista commerciale, le GT così equipaggiate continuarono a chiamarsi semplicemente Q2. Per entrambe il filtro antiparticolato risultava essere optional.
| Modello               | Disponibilità                                      | Motore                       | Cilindrata | Potenza         | Emissioni CO2 (g/km) | 0–100 km/h (secondi) | Velocità max (km/h) | Consumo medio (km/l) |
| --------------------- | -------------------------------------------------- | ---------------------------- | ---------- | --------------- | -------------------- | -------------------- | ------------------- | -------------------- |
| 1.8 TS 16V            | dal 2005 a dicembre 2010                           | 4 cilindri in linea, Benzina | 1.747 cm³  | 103 kW (140 CV) | 202                  | 10,6                 | 200                 | 11,8                 |
| 2.0 JTS 16V           | dal debutto a dicembre 2010 (al 2007 per l'Italia) | 4 cilindri in linea, Benzina | 1.970 cm³  | 122 kW (165 CV) | 208                  | 8,7                  | 216                 | 11,5                 |
| 2.0 JTS 16V Selespeed | dal debutto al 2007                                | 4 cilindri in linea, Benzina | 1.970 cm³  | 122 kW (165 CV) | 208                  | 8,7                  | 216                 | 11,5                 |
| 3.2 V6 24V            | dal debutto al 2007                                | 6 cilindri a V, Benzina      | 3.179 cm³  | 176 kW (239 CV) | 295                  | 6,7                  | 243                 | 9,0                  |
| 1.9 JTDm 16V 150      | dal debutto a dicembre 2010                        | 4 cilindri in linea, Diesel  | 1.910 cm³  | 110 kW (150 CV) | 178 (159 dal 2007)   | 9,6 (9,2 dal 2007)   | 209                 | 14,9 (16,1 da 2007)  |
| 1.9 JTDm 16V Q2 170   | dal 2007 ad aprile 2010                            | 4 cilindri in linea, Diesel  | 1.910 cm³  | 125 kW (170 CV) | 164                  | 8,2                  | 216                 | 16,1                 |

## Fornitori e sistemi di catalogo e riparazione
Come sempre accade, per le varie parti dell'auto, pur essendo marchiati i pezzi Alfa Romeo (o Fiat), la casa madre, per la produzione, si rivolse a diversi fornitori esterni, localizzati in diversi paesi del mondo; stesso principio venne usato per gli accessori. Certe componenti (dai sensori alla meccanica) erano condivise altre auto del marchio o del gruppo, altre — soprattutto caratterizzanti l'estetica dell'auto — no. A titolo di esempio, la strumentazione era fornita dalla tedesca VDO, il sistema di condizionamento dalla Delphi (USA), i sistemi audio da Bosch (DE), Bose (US) e Magneti Marelli (ITA), i pannelli porte dalla Johnson Controls (USA), i cristalli dalla Glaverbel (BE), le sospensioni dalla Magneti Marelli (ITA), le luci anteriori dalla Automotive Lighting (ITA) e le posteriori sia dalla Trust che dalla Olsa, mentre il sistema di allarme parcheggio era della Valeo (FR), i cerchi dalla Toora (ITA). I fornitori per il medesimo componente potevano cambiare in corso d'opera, per cui non è difficile trovare parti di ricambio OEM prodotte da aziende diverse su ordine di Fiat. Alcune componenti sono state prodotte dai medesimi fornitori anche senza marchio o packaging ufficiale (si pensi ad esempio al gruppo frizione, utilizzato peraltro da diverse auto, e venduto anche direttamente dal produttore); altre sono state, e sono, prodotte da soggetti terzi, in modo da essere compatibili con l'auto (quali, ad esempio, le vaschette liquidi o le pasticche freni). La stessa Fiat, per le parti prodotte, ha nel tempo migliorato o semplicemente aggiornato a fini di unificazione alcune parti, assegnando loro codici sostitutivi. Nella ricerca della compatibilità dei componenti originali le officine, che già con la produzione della 156 avevano a disposizione sia i manuali cartacei che i primi cd, dal periodo di nascita della GT, potevano utilizzare solo l'applicativo su database informatico (che dal 2005, trasposto su DVD chiamato eper, riuniva tutti i modelli del gruppo Fiat-Alfa-Lancia), accessibile dapprima su cd o DVD, da comprare, nella versione aggiornata, a scadenze prefissate, e successivamente trasferito online con password; inserendo il VIN (numero di telaio) dell'auto il sistema restituisce in forma interattiva delle schede per gruppi, con i codici dei pezzi compatibili per quel determinato esemplare di alfa GT, i prezzi a listino, la disponibilità, permettendo anche di ordinarli. Per quanto riguarda la gt, peraltro, il contenuto dell'eper online altro non è che quello dell'ultimo database su cd, considerando come - al momento del passaggio su server - l'auto era già a fine vita. Al riguardo, c'è da segnalare che Alfa GT appartenne anche alla prima generazione di auto i cui manuali di riparazione erano forniti solamente cd interattivi, in una collana denominata dapprima manuale d'officina e successivamente elearn, i cui supporti erano prodotti dalla torinese Società Anonima Torinese Industrie Zincografiche (Satiz); analogamente a quanto accaduto per i ricambi, quando anche i manuali di riparazione furono trasmigrati in rete, in modo da evitare i cd di aggiornamento, quello della GT, oramai fuori produzione, era l'immagine degli ultimi cd.

## Infotainment

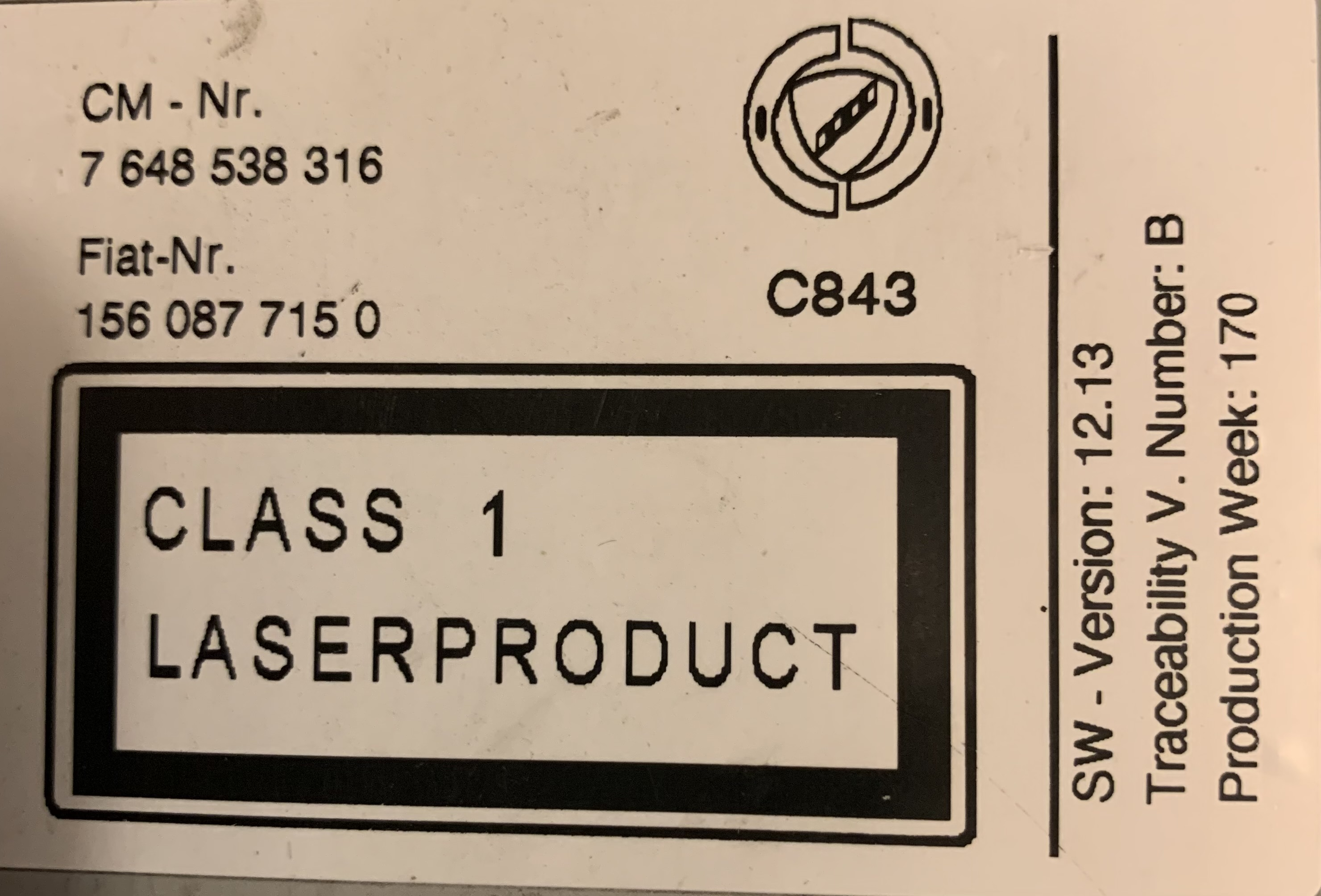
Etichetta di una radio modificata da Bosch da inizio 2009 per il sistema Blue and Me, montata su un esemplare del 2010 di Alfa GT Run Out Edition

Concepita a cavallo fra gli anni novanta e i duemila, la GT, al pari di altre vetture dell'epoca, ha beneficiato di un concetto di car entertainment evoluto, anche se con i limiti presenti all'epoca. Per questo motivo, a seconda delle versioni scelte, e dei mercati di destinazione, diverse configurazioni di infotainment (chiamate dalla casa "sistema infotelematico") sono state montate di serie o offerte come optional. Nel corso degli anni di produzione, poi, la componentistica sia hardware che software è stata progressivamente aggiornata in base alle evoluzioni dei sistemi prodotti dai fornitori.

### Car Audio
La parte car audio partiva da una configurazione di base con autoradio e lettore cd con ingresso aux e collegamento a caricatore cd opzionale, il tutto prodotto dalla Blaupunkt; la radio è stata successivamente trasformata anche in lettore cd a formato mp3, perdendo l'ingresso aux e il collegamento al caricatore esterno, non più necessario considerata la quantità di file audio mp3 stoccabili in un cd.
Amplificazione
Il sistema di amplificazione, compresi i diffusori, era prodotto da diversi marchi; quello hi-fi top di gamma fu su progetto Bose, riconoscibile per i loghi sui tweeter.

### Connect Nav
Era possibile avere anche un sistema radio con telefono integrato e navigatore a schermo non touch prodotto dalla Magneti Marelli (prima monocromatico a pittogrammi, chiamato ConnectNav, poi a mappa multicromatica, chiamato ConnectNav+), con pulsanti esterni, che richiedeva un'apposita antenna gps sul tetto, al posto di quella radio. I comandi erano a pulsante e il navigatore, collegato anche alle ruote, funzionava anche in galleria, potendo collegare la distanza percorsa e interfacciarla con le mappe. Le mappe, per la cui cartografia Fiat si appoggiava a Navteq, non erano però a memoria, e occorreva mantenerle inserite nel lettore cd durante l'uso. Anche il loro aggiornamento, complice la scarsa velocità di banda dell'epoca, non poteva essere svolto online, ma occorreva comprare le nuove edizioni dei cd.

### Blue&Me
Per il montaggio del sistema Blue&Me e del sistema multimediale su base Windows su alcuni esemplari dell'Alfa GT si dovette attendere l'inizio del 2009, pochi mesi prima della fine produzione del modello; il libretto uso e manutenzione della GT, fino all'ultima versione (datata maggio 2008) non menzionava neppure tale possibilità neppure per i mercati stranieri. Fiat aggiunse, dal 2009, per le vetture dotate di Blue&Me, un'appendice separata. Infatti, il sistema Blue&Me che consentiva, attraverso una centralina, di utilizzare i comandi al volante e la radio collegandovisi via bluetooth con i propri cellulari (fino a 5) con un sistema di dettatura a riconoscimento vocale, oltre che di lettura messaggi, e controllo a display richiese una riprogettazione sia delle cablature, che del body computer e della radio. Oltre ad aggiungere la centralina blue and me appositamente configurata per la GT nel bagagliaio (sacrificando il cassetto laterale destro), Fiat dovette far riprogettare sia i circuiti che i comandi al volante, la plafoniera (con aggiunta del microfono), e la radio/mp3; quest'ultima doveva infatti poter dialogare con il sistema e commutare da radio a telefono. I pochi esemplari di radio così riprogettati e modificati, denominati Alfa 947EU MP3 B+M, furono affidati per la produzione non più alla Blaupunkt, ma alla Bosch in Portogallo. Il loro codice era Fiat 1560877150, e oltre alle modifiche hardware e a nuovi connettori posteriori, possedevano anche un software aggiornato ad hoc (versione 12.13). Il sistema cesserà di essere aggiornato nel 2015, con il rilascio della versione 10.0.

#### Lettore USB musicale e sistema multimediale Windows CE
Dopo l'accordo fra il gruppo Fiat e Microsoft, negli ultimi anni e per certi mercati fu aggiunto anche su alcune GT un lettore USB marchiato "Windows CE" (basato sul sistema operativo Windows CE, Windows Embedded Automotive) che permetteva, fra le altre cose, di riprodurre musica in formato MP3/WMA/WAV collegando la memoria digitale (penna USB stick, lettore MP3 o uno degli allora nuovi smartphones, e l’I-pod) alla presa USB nel vano portaoggetti. dal cellulare o direttamente da chiavette USB. Tramite un sintetizzatore vocale attivabile premendo un tasto con il logo di windows sul volante, il guidatore poteva dettare al sistema alcune funzioni (composizione di numeri, aiuto, etc) e lo stesso sistema leggeva gli sms ricevuti su alcuni modelli di telefono.
Per i mercati stranieri, venne infine aggiunta anche una telecamera posteriore, che si integrava con i sensori di parcheggio.
Tali sistemi, il cui sviluppo peraltro si interruppe ben prima dell'uscita di produzione dell'auto, sono oggi - sia per la tipologia di progetto, per la fine degli accordi, e complice anche il disuso della piattaforma blue&me senza più aggiornamenti - decisamente obsoleti e ampiamente superati da prodotti aftermarket. Il software per il Blue&Me fu aggiornato per l'ultima volta a dicembre del 2015 con la versione 10.0, rilasciando una versione compatibile con i modelli di telefono fino ad allora prodotti, e le mappe navteq cessarono di essere offerte, per il connect, negli anni precedenti il 2010.

## Accessori
Al pari delle auto di pari categoria, anche per la GT Alfa studiò — fin dal momento del lancio — una serie di accessori ulteriori a quelli proposti o montati al momento dell'assemblaggio. Si trattava principalmente di componenti estetici esterni e interni, di oggetti vari, e di parti e apparati elettronici. Le proposte per gli esterni - anche se promosse come equipaggiamento tecnico sportivo - avevano in realtà una mera funzione di tuning estetico: si poteva scegliere fra aggiunte quali scarichi sportivi, pedaliere in alluminio, paraurti e spoiler. Oltre a questi, erano offerte, su un catalogo separato, componenti elettroniche e per gli interni (antifurto satellitare metasat; clear box 2.0; kit di abbellimento interni, cavi per iPod, tappetini, sistema Bluetooth, etc). L'ultimo catalogo risale alla fine produzione, e riprende in un unico documento accessori prima proposti su cataloghi separati. In alcuni casi, parte del materiale proposto come aftermarket era materiale già montato sulle ultime auto, o su certe versioni, e disponibile quindi per chi - possedendo un'auto prodotta precedentemente, o non avendo scelto tali accessori come parte della dotazione alla vendita - avesse desiderato eseguire un upgrade. Nell'ultimo periodo di produzione, in effetti, Fiat svuotò i magazzini creando alcune edizioni per l'estero, e inserendoci componentistica rimasta invenduta. Oltre a ciò, l'aggiunta continua - ed esasperata, nell'ultimo periodo - sulle auto di parti, cablaggi e centraline elettroniche non previste nel progetto iniziale, causò problemi di compatibilità sui body computer, non in grado di riconoscere sistemi, oltre che incongruenze nelle omologazioni (alcune scocche in giacenza e omologate come progression vennero di fatto smontate e riaddobbate con componenti luxury e accessori ulteriori, rimarchiate commercialmente con sigle diverse, e vendute presso mercati stranieri). Anche nel caso degli accessori, quelli elettrici ed elettronici sono oramai resi obsoleti.

## Alfa Romeo GT Cabrio Concept

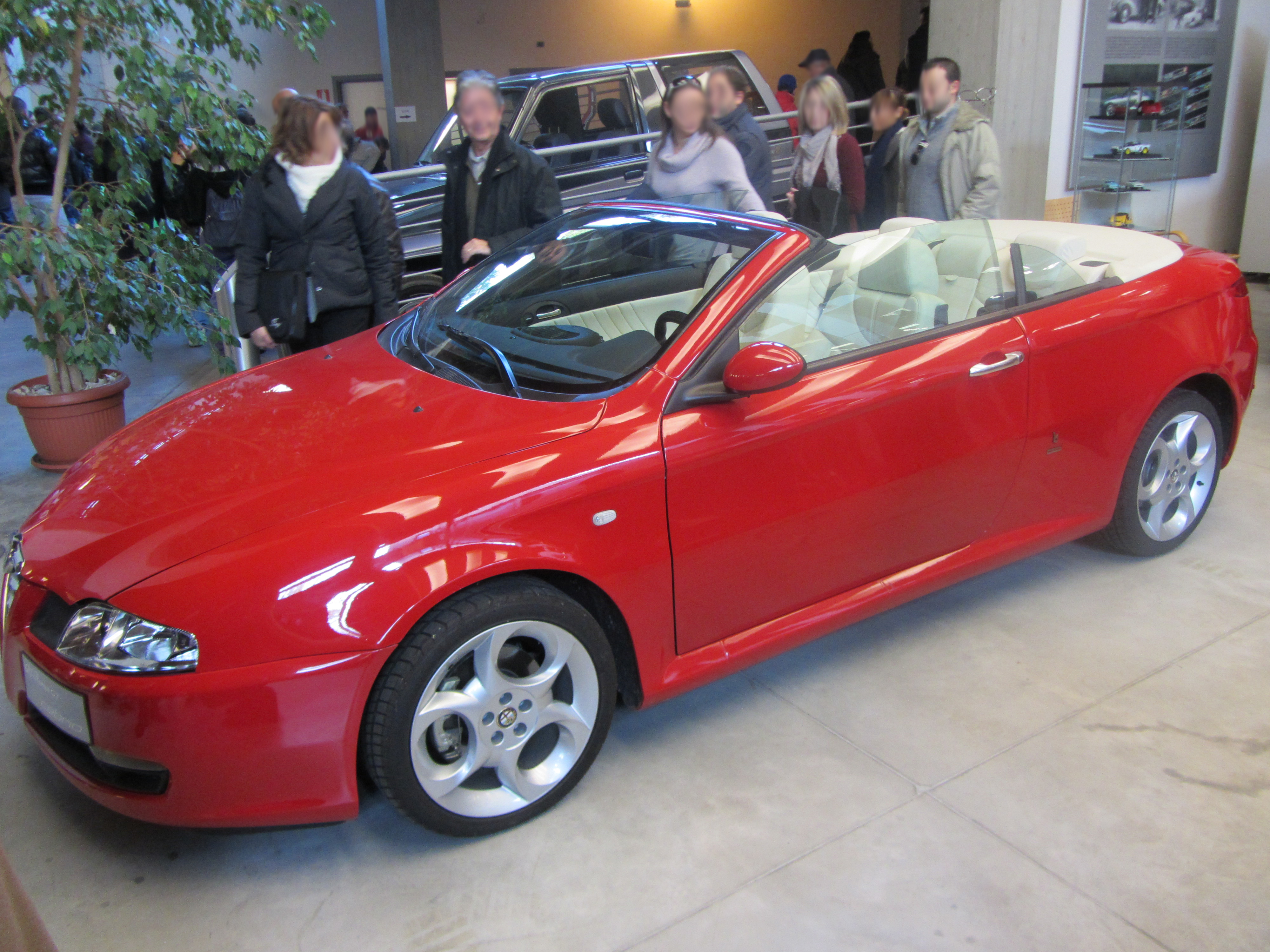
L'Alfa Romeo GT Cabrio

Già 2003, sulla base della GT, viene realizzato da Bertone anche un esemplare unico in versione cabrio, con il programma di avviarne la produzione. L'Alfa Romeo apprezza il disegno, mentre il prototipo stesso, che ha dimensioni da granturismo, disponendo quindi di spazi e comodità anche per viaggi lunghi, ottiene una certa visibilità sulla stampa di settore e riscontri positivi di pubblico. I vertici aziendali, però, preferiscono puntare sull'Alfa Romeo Spider, pensata come variante scoperta della coupé Alfa Brera, disegnata dalla Italdesign di Giorgetto Giugiaro e prodotta da Pininfarina, e la GT coupé non ebbe perciò un futuro produttivo.

## La GT e le forze dell'ordine
La Alfa Romeo GT è, dai tempi della 2000 Sprint, la prima vettura coupé del biscione a essere ufficialmente utilizzata da una forza di polizia. È la polizia australiana ad averla scelta per le sue caratteristiche di accelerazione e manovrabilità all'interno dei centri abitati e negli eventuali allunghi in inseguimento. Viene infatti utilizzata per compiti di pattugliamento, appostamento e controllo del territorio in zone residenziali.